# Julius von Freyberg-Eisenberg
Julius Max von Freyberg (1832-1912) est un haut fonctionnaire de l’Empire allemand.

## Biographie
Le baron Julius Max von Freyberg naît à Munich le 9 septembre 1832. Il épouse Emma Koch von Sternfeld, avec qui il aura deux fils, Ludwig (Metz, 1878 - Cologne, 1914) et Joseph (Metz, 1877 - Rüppurr bei Karlsruhe, 1928). 
Installé dans la nouvelle Alsace-Lorraine à Sarrebourg, Julius von Freyberg devient Kreisdirektor, prefet d’arrondissement, à Metz, le 2 janvier 1877. Freyberg le restera jusqu’en juin 1880. Il sera plus tard président du district de Basse-Alsace, de 1889 à 1898. 
Le baron Julius Max von Freyberg décèdera le 30 septembre 1912.